# Luis Valls Matamales
Luis Valls Matamales, řeholním jménem Ambrosio z Benaguacilu (3. května 1870, Benaguasil – 24. srpna 1936, Algemesí) byl španělský římskokatolický kněz, řeholník Řádu menších bratří kapucínů a mučedník. Katolická církev ho uctívá jako blahoslaveného.

## Život
Narodil se 3. května 1870 v Benaguasilu jako syn Valentína Vallse Mariany roz. Matamales. Pokřtěn byl o den později v benaguasilské farnosti Nuestra Señora de la Asunción. Svátost biřmování přijal ve farnosti v Llírii.
V roce 1890 vstoupil do kapucínského řádu a 28. května 1890 přijal hábit a jméno Ambrosio. Dne 28. května 1891 složil své časné sliby a věčné 30. května 1894. Po teologické a filosofické přípravě byl 22. září 1894 vysvěcen na kněze. Svou primici sloužil v kapucínském klášteře v Sanlúcar de Barrameda. Podle sestry Marie Amparo Ortells byl velmi skromný, soustředěný a pokorný. Choval velkou úctu k Panně Marii. Mezi spolubratry byl považován za dobrého řeholníka dodržující pravidla a také oddanost svatému Františku z Assisi.
Věnoval se zpovědím a vedením Třetího řádu svatého Františka, ale mezi jeho hlavní činnosti patřilo kázání. V kapucínské provincii Valencia se stal jedním z nejlepších kazatelů.
Po vypuknutí španělské občanské války a počátku pronásledování katolické církve roku 1936 pobýval v klášteře v Massamagrellu. Poté se uchýlil do domu paní Maríi Orts Lloris v obci Vinalesa. Podle její výpovědi měl silnou touhu zemřít pro Krista. V noci 24. srpna 1936 byl ve Vinalese zatčen. Byl odveden k výslechu a poté odveden na místo mučednické smrti. Cestou byl urážen, mučen a poté na místě zabit. Byl obviněn za kázání proti komunismu.

## Proces blahořečení
Dne 17. prosince 1957 byl ve valencijské arcidiecézi zahájen jeho proces blahořečení. Do procesu bylo zařazeno také dalších jedenáct kapucínů, pět klarisek-kapucínek a jedna bosá augustiniánka.
Dne 20. prosince 1999 uznal papež Jan Pavel II. jejich mučednictví. Blahořečeni byli 11. března 2001.